# Piton-Fix

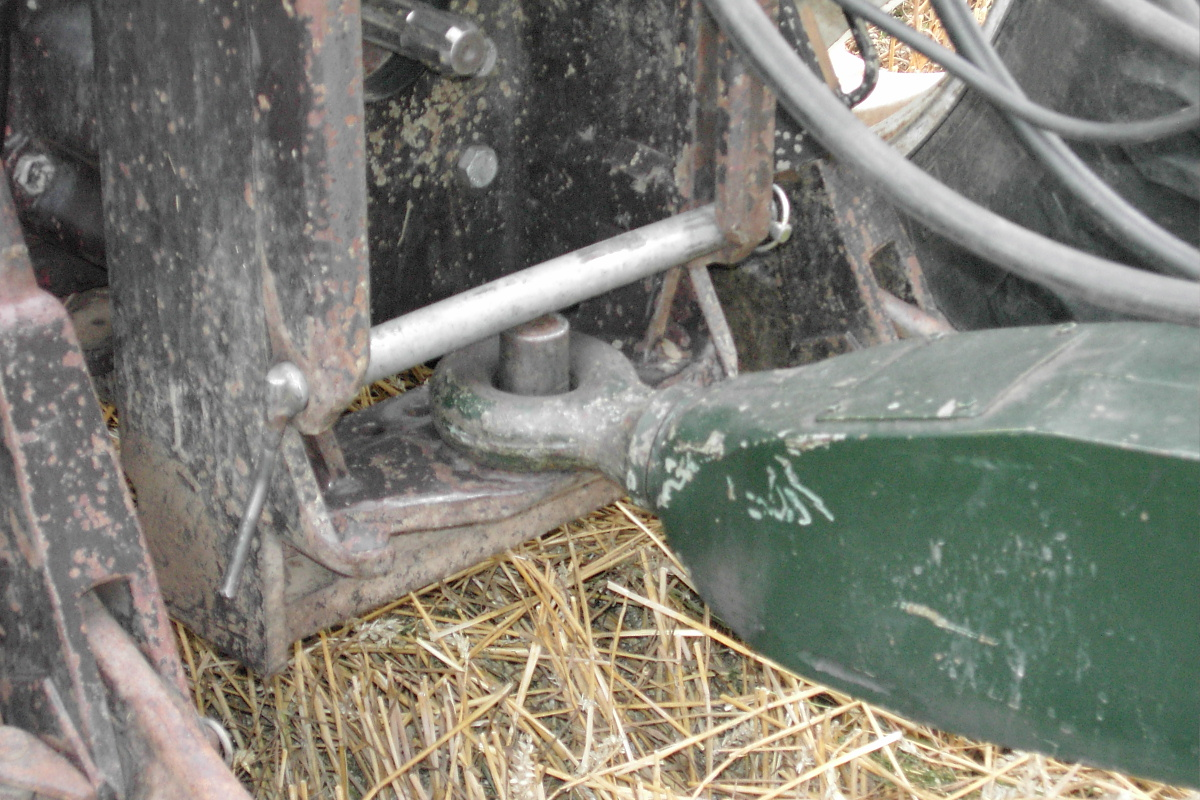
Piton Fix Kupplung mit Anhänger

Eine Piton-Fix, auch Piton Fix, Pitonfix oder Zugzapfenkupplung ist eine Anhängevorrichtung, die vor allem an Traktoren Verwendung findet. Sie gehört ähnlich wie die Hitchkupplung oder die Kugelkopfkupplung K 80 zu den Untenanhängungen.
Sie besteht aus einer zylinderförmigen  Aufnahme am Traktor und einer Verriegelung durch einen quer darüber befindlichen Bolzen.
In der Regel ist die Piton-Fix-Kupplung starr angebracht. Von Vorteil ist die tiefe Anhängemöglichkeit, von Nachteil, dass der Anhänger auf die Kupplung mithilfe eines Stützrades herabgelassen werden muss.
Voraussetzung ist eine spezielle Zugöse am Anhänger, welche einen größeren Durchmesser als die üblichen 40 mm haben muss.
Zugelassen sind Zugösen, die der DIN 9678 (ISO 5692) entsprechen.